# باتريك غرانت (لاعب كرة قدم أمريكية)
باتريك غرانت (بالإنجليزية: Patrick Grant)‏ هو لاعب كرة قدم أمريكية أمريكي، ولد في 30 أبريل 1886 في بوسطن في الولايات المتحدة، وتوفي في 28 أكتوبر 1927 في فيلادلفيا في الولايات المتحدة.